# Ekeby by

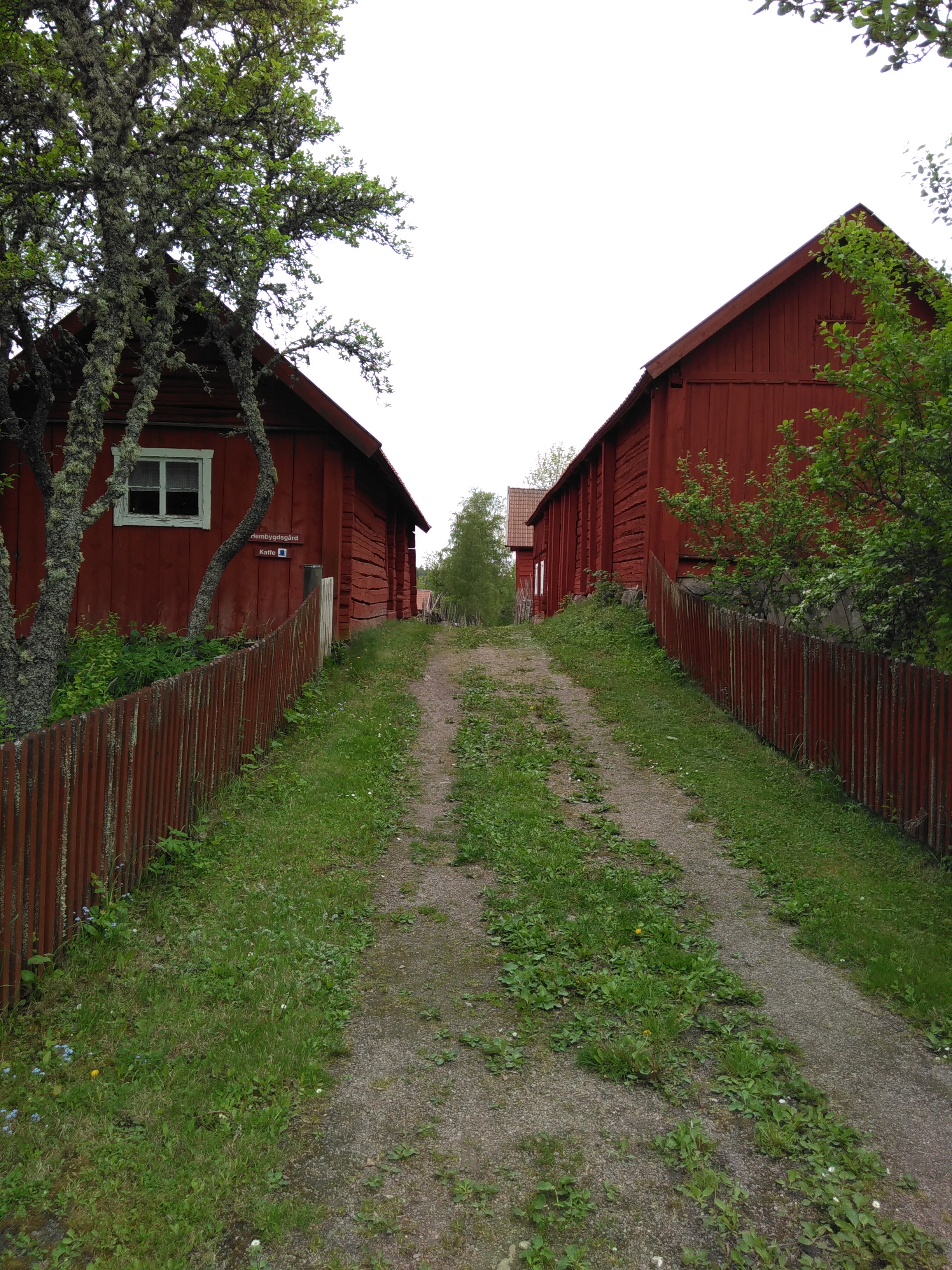
Mellangatan i Ekeby by

Ekeby by är en radby i Vänge socken, Uppsala kommun. Ekeby by är sedan 1997 ett byggnadsminne.

## Byn idag
Ekeby by är en så kallad "dubbel radby" vilket innebär att den har en ringgata som omringar byn och en rak bygata, mellangatan, som skär rakt igenom den. Utanför ringgatan finns några torp, en väderkvarn och en smedja. De äldsta husen är från 1700-talet. Det allra äldsta huset är troligen den så kallade Karlssongården som används som hembygdsgård av Vänge hembygdsförening.
Utanför Karlssongården står en "spelmansbänk" av konstnären Anna Erlandsson för att hedra riksspelmannen Hjort Anders Olsson som bodde i Vänge en period.

## Historia
Byn omtalas första gången 1299 ('in villa Ekiby') då Sko kloster bytte till sig en gård i Ekeby av Andreas And. Troligen är det även denna by som omtalas i det skyddsbrev som påven Honorius III 1221 utfärdade för Sankta Maria kyrka i Östra Aros gods, som bland annat omfattade en gård i Ekeby ('in villa Fekebi'). Det kan dock avse Ekeby i Bondkyrka socken.
Byn omfattade 1540-1569 två mantal frälse, två mantal biskopsjord (från 1551 frälse) och mantal kyrkojord (prebende).
1997 blev Ekeby by ett byggnadsminne.